# Gonçalo de Sintra
Gonçalo de Sintra ou Gonçalo Afonso de Sintra (n. Portugal - África, 1444 ou 45), foi um explorador português do séc. XV.
De acordo com o cronista Zurara, Gonçalo de Sintra fora moço da estrebaria e mais tarde escudeiro do Infante D. Henrique. Foi entendido por outros como um cavaleiro distinguido pelo serviço em Ceuta (sendo natural serem duas pessoas distintas).
Acompanhou Nuno Tristão na missão, que o infante D. Henrique lhe cometera, de explorar a costa ocidental da África a sul do Cabo Branco.
Em 1444 (ou 1445), o Infante D. Henrique deu a Gonçalo de Sintra o comando de uma caravela numa expedição específica à 'terra de Guiné'. Nessa expedição, de acordo com o relato de Eanes Zurara, Gonçalo Afonso de Sintra ter-se-á afastado da rota combinada, dirigindo-se, em vez disso, às ilhas de Nar e de Tidra, a sul de Arguim, para encetar uma nova surtida nas imediações da baía de Arguim, aproveitando o sucesso recente de Lançarote de Freitas naquelas paragens, para tentar também a sua sorte. 
Sem embargo, esta empreitada saiu-lhe gorada, porquanto a força de desembarque que constituiu foi emboscada pelos zenetas, que tinham ficado de sobreaviso, desde a última surtida de Lançarote de Freitas. O mar encapelado não permitiu a aproximação da caravela da costa e Gonçalo e os 7 tripulantes que com ele compunham a força de desembarque, viram-se cercados pelos zenetas, sem possibilidade de regressar à embarcação, tendo todos perecido em combate.
Zurara identifica o local da morte de Gonçalo de Sintra a sul de Arguim, mas João de Barros situa essa morte entre o Rio do Ouro e a Pedra de Galé, na Angra de Cintra (Saara Ocidental 22° 58′ N, 16° 10′ O) mais a Norte, assim crismada em preito à sua memória, constando, inclusive de cartas náuticas italianas do séc. XV.  A localização, em todo o caso, mantém-se dúbia.
Gonçalo de Sintra foi o primeiro capitão do Infante D. Henrique a morrer em combate numa expedição, e é assim considerado como a primeira baixa portuguesa no período das descobertas.  
Alguns historiadores referem que Gonçalo de Sintra fosse familiar (talvez pai) de Pedro de Sintra (que explorou a Guiné em 1460).